# Ouham

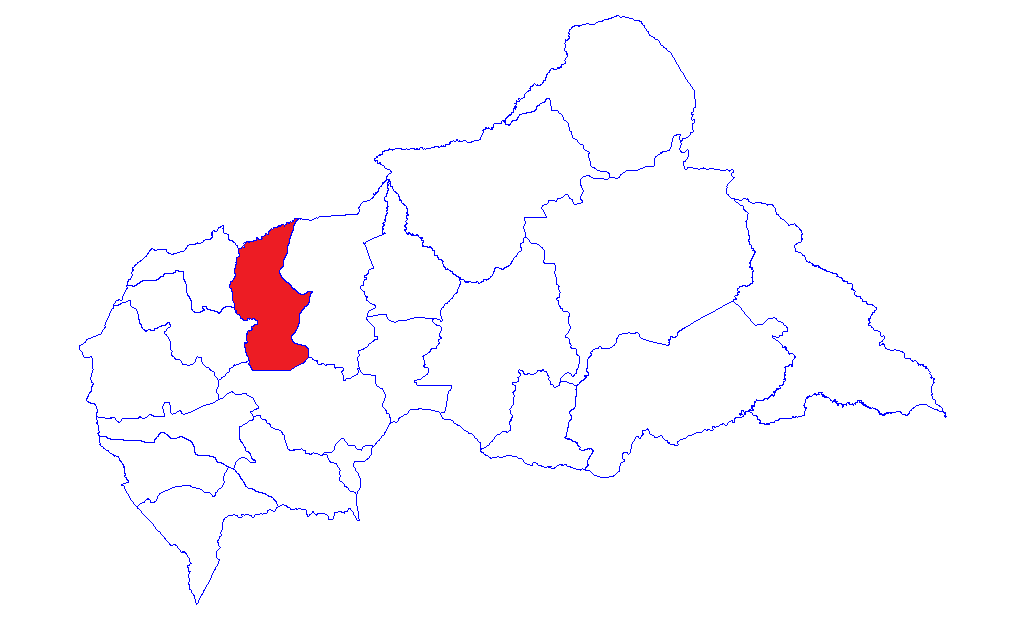
Localização de Ouham

Ouham é uma das 20 prefeituras da República Centro-Africana, tendo Bossangoa como capital. A região abrange uma área de 20 240 km² e, de acordo com estimativas oficiais, sua população era de 329 645 habitantes em 2024. Na época do último censo oficial do país, em 2003, a população contava com 369 220 habitantes em uma área de 50 250 km². São dados anteriores a dezembro de 2020, quando uma parte do território foi desmembrada para a criação da prefeitura de Ouham-Fafa.